# آشا-روز میگرو
آشا-روز میگرو (انگلیسی: Asha-Rose Migiro؛ زادهٔ ۹ ژوئیهٔ ۱۹۵۶) سیاستمدار و دیپلمات تانزانیایی است که از ۲۰۰۷ تا ۲۰۱۲ قائم‌مقام دبیرکل سازمان ملل متحد بود. او در ۱۳ ژوئیه ۲۰۱۲ به عنوان فرستاده ویژه دبیرکل سازمان ملل متحد برای ایدز در قاره آفریقا منصوب شد.

## سنین جوانی و تحصیلات
میگرو در سانگی در استان روووما متولد شد. در سال۱۹۶۳ تحصیلات خود را در مدرسه ابتدایی منانزی مموجی آغاز کرد. وی بعداً به دبستان کوروگووه و دبیرستان ووروورو، و سرانجام به دبیرستان کوروگووه رفت. او در سال ۱۹۷۵ از دبیرستان فارغ‌التحصیل شد.
او مدرک کارشناسی خود در رشته‌های LL.B و LL.M را از دانشگاه دارالسلام گرفت و در ۱۹۹۲ مدرک دکترای خود را از دانشگاه کنستانتس آلمان اخذ کرد. وی قبل از ورود به سیاست، استاد ارشد دانشکده حقوق دانشگاه دارالسلام بود. وی از سال ۱۹۹۲تا ۱۹۹۴ریاست دپارتمان قانون اساسی و حقوق اداری و از سال ۱۹۹۴تا ۱۹۹۷ریاست دپارتمان حقوق مدنی و جزایی را بر عهده داشت.

## سازمان ملل متحد
میگرو در تاریخ ۵ ژانویه ۲۰۰۷ توسط بان کی مون، دبیرکل جدید سازمان ملل از کره جنوبی به سمت قائم‌مقام دبیرکل سازمان ملل متحد منصوب شد. به گفته بان کی مون، «او یک رهبر بسیار ارزنده است که طی سالیان متمادی به دفاع از کشورهای در حال توسعه پرداخته است …» وی افزود: «او با خدمات برجسته اش در مناطق مختلف، مهارت‌های زیادی در زمینه مدیریت کسب کرده و تخصص جامع او در زمینه امور اقتصادی-اجتماعی و مسائل مربوط به توسعه است.» بنا به گفته نیویورک تایمز ، انتخاب یک زن به سمت معاون دبیرکل محقق کردن وعده ای بود که بان کی مون در خصوص کشورهای در حال توسعه داده بود. مرکز اطلاع‌رسانی سازمان ملل متحد خاطرنشان کرد که میگرو و بان کی‌مون هنگامی‌که در کشورهای خود در سمت وزیر امور خارجه کار می‌کردند، با هم کار همکاری داشتند. میگرو در زمان حضورش در سازمان ملل متحد، همچنین عضو کمیسیون همکاری توسعه مؤثر با آفریقا بود که توسط نخست‌وزیر دانمارک آندرس فو راسموسن تشکیل شد و بین آوریل و اکتبر ۲۰۰۸ جلساتی نیز برگزار کرد. در سپتامبر ۲۰۰۹، او به رم سفر کرد و با فرانکو فراتینی، وزیر امور خارجه ایتالیا و پاپ بندیکت شانزدهم برای بحث در مورد خشونت علیه زنان، ملاقاتی داشت.
میگرو به‌طور رسمی در تاریخ اول فوریه ۲۰۰۷ به سمت معاون دبیرکل سازمان ملل متحد منصوب شد.

## مشاغل سیاسی
پس از خدمت در سازمان ملل، میگرو به تانزانیا بازگشت و در کابینه جاکایا کی‌کوته به عنوان وزیر کابینه منصوب شد. وی متعاقباً به کمپین انتخاباتی پیوست تا در انتخابات ریاست جمهوری ۲۰۱۵ کاندیدای حزب CCM شود، اما در برابر جان ماگوفولی برنده نهایی انتخابات متحمل شکست شد.
در ماه مه ۲۰۱۶ رئیس‌جمهور جان ماگوفولی میگرو را به عنوان کمیساریای عالی در انگلستان منصوب کرد؛ که سفیر تانزانیا در کمیساریای عالی کشورهای مشترک‌المنافع به‌شمار می‌رود.

## زندگی شخصی
او با سلوفاس میگرو ازدواج کردو صاحب دو فرزند دختر هستند.